# Liste des monuments historiques de Saverne
Ce tableau présente la liste de tous les monuments historiques de Saverne (Bas-Rhin), classés ou inscrits.

## Monuments historiques
Selon la base Mérimée, il y a 18 monuments historiques à Saverne, inscrits ou classés.
| Monument | Adresse                         | Coordonnées                      | Notice         | Protection            | Date           | Illustration |
| --- | ------------------------------- | -------------------------------- | -------------- | --------------------- | -------------- | --- |
| Château de Greifenstein ruines |                                 | 48° 44′ 09″ nord, 7° 20′ 03″ est | « PA00084951 » | Classé                | 1898           | Château de Greifensteinruines |
| Château du Haut-Barr (ou Hohbarr) ruines du château, chapelle |                                 | 48° 43′ 30″ nord, 7° 20′ 19″ est | « PA00084952 » | Classé                | 1874           | Château du Haut-Barr (ou Hohbarr)ruines du château, chapelle |
| Château des Rohan - terrains en avant de la façade nord - terrain - façades, toitures, grand vestibule, deux salles du rez-de-chaussée, escalier latéral sud, cour d'honneur, deux pavillons de conciergerie, grilles de la cour d'honneur, partie du jardin attenant | Place du Général-de-Gaulle      | 48° 44′ 32″ nord, 7° 21′ 48″ est | « PA00084953 » | Classé                | 1933 1934 1995 | Château des Rohan- terrains en avant de la façade nord- terrain- façades, toitures, grand vestibule, deux salles du rez-de-chaussée, escalier latéral sud, cour d'honneur, deux pavillons de conciergerie, grilles de la cour d'honneur, partie du jardin attenant |
| Église Saint-Antoine-de-Padoue et cloître des Récollets - cloître de l'église - aile est (sacristie voûtée avec peinture, porte à chambranle, deux salles voûtées) - église                                                                                           | Rue Poincaré                    | 48° 44′ 29″ nord, 7° 21′ 41″ est | « PA00084955 » | Classé Inscrit Classé | 1900 1990 1993 | Église Saint-Antoine-de-Padoue et cloître des Récollets- cloître de l'église- aile est (sacristie voûtée avec peinture, porte à chambranle, deux salles voûtées)- église                                                                                           |
| Église Notre-Dame-de-la-Nativité église avec chapelle, bâtiment annexe (façades, toitures, crypte-ossuaire, chapelle | Place de l'Église               | 48° 44′ 28″ nord, 7° 21′ 50″ est | « PA00084954 » | Classé                | 1977           | Église Notre-Dame-de-la-Nativitééglise avec chapelle, bâtiment annexe (façades, toitures, crypte-ossuaire, chapelle |
| Hôtel du Bœuf Noir façade avec oriel et statuette, toitures | 22, Grand-Rue                   | 48° 44′ 34″ nord, 7° 21′ 35″ est | « PA00084956 » | Inscrit               | 1929           | Hôtel du Bœuf Noirfaçade avec oriel et statuette, toitures |
| Hôtel de la Charrue oriel | 137, Grand-Rue 1, rue des Clefs | 48° 44′ 21″ nord, 7° 22′ 03″ est | « PA00084957 » | Inscrit               | 1929           | Hôtel de la Charrueoriel |
| Hôtel de Wangen ancien presbytère, restes des fortifications | 24, rue des Murs                | 48° 44′ 23″ nord, 7° 21′ 50″ est | « PA00084958 » | Inscrit               | 1930           | Hôtel de Wangenancien presbytère, restes des fortifications |
| Maison façades, toitures | 6, rue des Églises              | 48° 44′ 26″ nord, 7° 21′ 47″ est | « PA00084959 » | Inscrit               | 1929           | Maisonfaçades, toitures |
| Maison façade principale avec oriel | 13, rue des Frères              | 48° 44′ 26″ nord, 7° 21′ 44″ est | « PA00084960 » | Inscrit               | 1929           | Maisonfaçade principale avec oriel |
| Maison façade principale avec oriel, toiture | 27, Grand-Rue                   | 48° 44′ 33″ nord, 7° 21′ 39″ est | « PA00084961 » | Inscrit               | 1929           | Maisonfaçade principale avec oriel, toiture |
| Maison façade sur rue, tourelle avec escalier à vis | 76, Grand-Rue                   | 48° 44′ 29″ nord, 7° 21′ 45″ est | « PA00084962 » | Inscrit               | 1929           | Maisonfaçade sur rue, tourelle avec escalier à vis |
| Maison façade sur rue, escalier à vis, plafond Renaissance | 96, Grand-Rue                   | 48° 44′ 26″ nord, 7° 21′ 49″ est | « PA00084964 » | Inscrit               | 1929           | Maisonfaçade sur rue, escalier à vis, plafond Renaissance |
| Maison façade sur rue | 28, rue des Murs                | 48° 44′ 23″ nord, 7° 21′ 50″ est | « PA00084965 » | Inscrit               | 1929           | Image manquante Téléverser |
| Maison porte | 5, route de Paris               | 48° 44′ 22″ nord, 7° 21′ 54″ est | « PA00084966 » | Inscrit               | 1930           | Maisonporte |
| Maison façade principale avec oriel | 8, rue des Pères                | 48° 44′ 27″ nord, 7° 21′ 44″ est | « PA00084967 » | Inscrit               | 1929           | Maisonfaçade principale avec oriel |
| Maison Katz façades, toitures | 80, Grand-Rue                   | 48° 44′ 28″ nord, 7° 21′ 46″ est | « PA00084963 » | Inscrit               | 1929           | Maison Katzfaçades, toitures |
| Oberhof porte de la tourelle |                                 | 48° 44′ 29″ nord, 7° 21′ 51″ est | « PA00084950 » | Inscrit               | 1934           | Oberhofporte de la tourelle |

## Mobiliers historiques
Selon la base Palissy, il y a 52 objets monuments historiques à Saverne.
| Monument historique | Localisation | Protection | Date de la protection | Référence            | Photo |
| --- | --- | ---------- | --------------------- | -------------------- | ----- |
| monument funéraire de Dietrich de Voerde | ancien couvent des Récollets de jésuites Notre-Dame de l'Annonciation Saint-Antoine-de-Padoue, actuellement église | inscrit    | 1981                  | Notice no PM67001763 |       |
| orgue de tribune | ancien couvent des Récollets de jésuites Notre-Dame de l'Annonciation Saint-Antoine-de-Padoue, actuellement église | classé     | 1977                  | Notice no PM67001085 |       |
| orgue de tribune : buffet d'orgue ; garde-corps de tribune | ancien couvent des Récollets de jésuites Notre-Dame de l'Annonciation Saint-Antoine-de-Padoue, actuellement église | classé     | 1977                  | Notice no PM67000661 |       |
| orgue de tribune : partie instrumentale de l'orgue | ancien couvent des Récollets de jésuites Notre-Dame de l'Annonciation Saint-Antoine-de-Padoue, actuellement église | classé     | 1974                  | Notice no PM67000272 |       |
| monument sépulcral : Notre-Dame des sept douleurs, d'Antoine Richard de Lutzelbourg et de Jeanne Marie née Kempf d'Angreth                                                                     | ancien couvent des Récollets de jésuites Notre-Dame de l'Annonciation Saint-Antoine-de-Padoue, actuellement église | classé     | 1978                  | Notice no PM67000664 |       |
| 4 confessionnaux et 46 bancs de fidèles | ancien couvent des Récollets de jésuites Notre-Dame de l'Annonciation Saint-Antoine-de-Padoue, actuellement église | classé     | 1978                  | Notice no PM67000663 |       |
| manuscrits (32) | ancien couvent des Récollets de jésuites Notre-Dame de l'Annonciation Saint-Antoine-de-Padoue, actuellement église | classé     | 1992                  | Notice no PM67000662 |       |
| groupe sculpté : Sainte Parenté | ancien couvent des Récollets de jésuites Notre-Dame de l'Annonciation Saint-Antoine-de-Padoue, actuellement église | classé     | 1980                  | Notice no PM67000304 |       |
| dalle funéraire de Frédéric de Lutzelbourg et de Sophie de Willsperg | ancien couvent des Récollets de jésuites Notre-Dame de l'Annonciation Saint-Antoine-de-Padoue, actuellement église | classé     | 1980                  | Notice no PM67000274 |       |
| autel, tabernacle, exposition, retable, 3 tableaux, 6 statues (maître-autel) : Annonciation, colombe du Saint-Esprit, œil de Jéhovah, Saint-François, Saint-Bernardin de Sienne (?), six anges | ancien couvent des Récollets de jésuites Notre-Dame de l'Annonciation Saint-Antoine-de-Padoue, actuellement église | classé     | 1980                  | Notice no PM67000273 |       |
| tableau : le Couronnement de la Vierge | ancien couvent des Récollets de jésuites Notre-Dame de l'Annonciation Saint-Antoine-de-Padoue, actuellement église | classé     | 1971                  | Notice no PM67000271 |       |
| calice, patène | ancien couvent des Récollets de jésuites Notre-Dame de l'Annonciation Saint-Antoine-de-Padoue, actuellement église | classé     | 1971                  | Notice no PM67000270 |       |
| buste d'un moine | ancien couvent des Récollets de jésuites Notre-Dame de l'Annonciation Saint-Antoine-de-Padoue, actuellement église | inscrit    | 1981                  | Notice no PM67001491 |       |
| fonts baptismaux | château Saint-Michel dit Oberhof ou château supérieur                                                              | classé     | 1980                  | Notice no PM67000291 |       |
| statue (statuette) : Saint-François (?) | église paroissiale Notre-Dame-de-la-Nativité                                                                       | inscrit    | 1981                  | Notice no PM67001490 |       |
| tableau et son cadre : Annonciation | église paroissiale Notre-Dame-de-la-Nativité                                                                       | inscrit    | 1981                  | Notice no PM67001489 |       |
| orgue de tribune | église paroissiale Notre-Dame-de-la-Nativité                                                                       | classé     | 1980                  | Notice no PM67001086 |       |
| orgue de tribune : buffet d'orgue ; garde-corps de tribune | église paroissiale Notre-Dame-de-la-Nativité                                                                       | classé     | 1980                  | Notice no PM67000287 |       |
| 2 statues (petite nature, en pendant) : Saint-Philippe, Saint-Jacques | église paroissiale de chanoines de Saint-Augustin Notre-Dame de la Nativité Saint-Barthélémy                       | classé     | 1980                  | Notice no PM67000660 |       |
| 4 bustes : saint solaire, Saint-Valentin, Saint-Maximin, Saint-Just | église paroissiale de chanoines de Saint-Augustin Notre-Dame de la Nativité Saint-Barthélémy                       | classé     | 1980                  | Notice no PM67000659 |       |
| relief : Assomption de la Vierge | église paroissiale de chanoines de Saint-Augustin Notre-Dame de la Nativité Saint-Barthélémy                       | classé     | 1980                  | Notice no PM67000658 |       |
| statue (statuette) : Saint-Gui | église paroissiale de chanoines de Saint-Augustin Notre-Dame de la Nativité Saint-Barthélémy                       | classé     | 1980                  | Notice no PM67000657 |       |
| haut-relief : la Déploration | église paroissiale de chanoines de Saint-Augustin Notre-Dame de la Nativité Saint-Barthélémy                       | classé     | 1980                  | Notice no PM67000656 |       |
| groupe sculpté : Vierge de Pitié | église paroissiale de chanoines de Saint-Augustin Notre-Dame de la Nativité Saint-Barthélémy                       | classé     | 1980                  | Notice no PM67000303 |       |
| statue (petite nature) : Vierge à l'Enfant | église paroissiale de chanoines de Saint-Augustin Notre-Dame de la Nativité Saint-Barthélémy                       | classé     | 1980                  | Notice no PM67000302 |       |
| statue (petite nature) : Vierge à l'Enfant et deux anges | église paroissiale de chanoines de Saint-Augustin Notre-Dame de la Nativité Saint-Barthélémy                       | classé     | 1980                  | Notice no PM67000301 |       |
| statue de procession, socle : Immaculée Conception | église paroissiale de chanoines de Saint-Augustin Notre-Dame de la Nativité Saint-Barthélémy                       | classé     | 1980                  | Notice no PM67000300 |       |
| statue de procession, socle (statuette) : Immaculée Conception | église paroissiale de chanoines de Saint-Augustin Notre-Dame de la Nativité Saint-Barthélémy                       | classé     | 1980                  | Notice no PM67000299 |       |
| statue (statuette) : Vierge agenouillée | église paroissiale de chanoines de Saint-Augustin Notre-Dame de la Nativité Saint-Barthélémy                       | classé     | 1980                  | Notice no PM67000298 |       |
| Saint-Sépulcre : Christ mort | église paroissiale de chanoines de Saint-Augustin Notre-Dame de la Nativité Saint-Barthélémy                       | classé     | 1980                  | Notice no PM67000297 |       |
| statue de procession : Christ aux stigmates | église paroissiale de chanoines de Saint-Augustin Notre-Dame de la Nativité Saint-Barthélémy                       | classé     | 1980                  | Notice no PM67000296 |       |
| croix : Christ en croix | église paroissiale de chanoines de Saint-Augustin Notre-Dame de la Nativité Saint-Barthélémy                       | classé     | 1980                  | Notice no PM67000295 |       |
| croix : Christ en croix | église paroissiale de chanoines de Saint-Augustin Notre-Dame de la Nativité Saint-Barthélémy                       | classé     | 1980                  | Notice no PM67000294 |       |
| dalle funéraire de l'évêque Robert de Bavière | église paroissiale de chanoines de Saint-Augustin Notre-Dame de la Nativité Saint-Barthélémy                       | classé     | 1980                  | Notice no PM67000293 |       |
| dalle funéraire de l'évêque Guillaume de Honstein | église paroissiale de chanoines de Saint-Augustin Notre-Dame de la Nativité Saint-Barthélémy                       | classé     | 1980                  | Notice no PM67000292 |       |
| fonts baptismaux | église paroissiale de chanoines de Saint-Augustin Notre-Dame de la Nativité Saint-Barthélémy                       | classé     | 1980                  | Notice no PM67000290 |       |
| clôture de chapelle, style Louis XVI | église paroissiale de chanoines de Saint-Augustin Notre-Dame de la Nativité Saint-Barthélémy                       | classé     | 1980                  | Notice no PM67000289 |       |
| chaire à prêcher | église paroissiale de chanoines de Saint-Augustin Notre-Dame de la Nativité Saint-Barthélémy                       | classé     | 1980                  | Notice no PM67000288 |       |
| bénitier | église paroissiale de chanoines de Saint-Augustin Notre-Dame de la Nativité Saint-Barthélémy                       | classé     | 1980                  | Notice no PM67000286 |       |
| cloche : dite Burgerglocke | église paroissiale de chanoines de Saint-Augustin Notre-Dame de la Nativité Saint-Barthélémy                       | classé     | 1980                  | Notice no PM67000285 |       |
| calice | église paroissiale de chanoines de Saint-Augustin Notre-Dame de la Nativité Saint-Barthélémy                       | classé     | 1980                  | Notice no PM67000284 |       |
| chasuble, étole, manipule, bourse, voile du calice | église paroissiale de chanoines de Saint-Augustin Notre-Dame de la Nativité Saint-Barthélémy                       | classé     | 1980                  | Notice no PM67000283 |       |
| tabernacle (porte) : la Cène | église paroissiale de chanoines de Saint-Augustin Notre-Dame de la Nativité Saint-Barthélémy                       | classé     | 1980                  | Notice no PM67000282 |       |
| tableau, cadre : Sainte-Barbe | église paroissiale de chanoines de Saint-Augustin Notre-Dame de la Nativité Saint-Barthélémy                       | classé     | 1980                  | Notice no PM67000281 |       |
| tableau : Saint-Pierre | église paroissiale de chanoines de Saint-Augustin Notre-Dame de la Nativité Saint-Barthélémy                       | classé     | 1980                  | Notice no PM67000280 |       |
| tableau, cadre : Saint-Jean Népomucène confessant la reine de Bohême | église paroissiale de chanoines de Saint-Augustin Notre-Dame de la Nativité Saint-Barthélémy                       | classé     | 1980                  | Notice no PM67000279 |       |
| tableau : Salomé recevant la tête de Saint-Jean-Baptiste | église paroissiale de chanoines de Saint-Augustin Notre-Dame de la Nativité Saint-Barthélémy                       | classé     | 1980                  | Notice no PM67000278 |       |
| tableau, cadre : Sacré-Cœur | église paroissiale de chanoines de Saint-Augustin Notre-Dame de la Nativité Saint-Barthélémy                       | classé     | 1980                  | Notice no PM67000277 |       |
| tableau, cadre : Vierge de Pitié | église paroissiale de chanoines de Saint-Augustin Notre-Dame de la Nativité Saint-Barthélémy                       | classé     | 1980                  | Notice no PM67000276 |       |
| 4 tableaux : mont des Oliviers, Arrestation du Christ, Ecce Homo, Montée au Calvaire | église paroissiale de chanoines de Saint-Augustin Notre-Dame de la Nativité Saint-Barthélémy                       | classé     | 1980                  | Notice no PM67000275 |       |
| orgue de tribune : partie instrumentale de l'orgue | église protestante                                                                                                 | inscrit    | 1994                  | Notice no PM67001088 |       |
| orgue de tribune | église protestante                                                                                                 | inscrit    | 1994                  | Notice no PM67001087 |       |